# Abància
Abància o Amància (grec antic: Ἀμαντία, Ἀβαντία) va ser una ciutat d'Atintània, a Il·líria, a la vora del riu Poliantes, a uns 45 km al sud-est d'Apol·lònia d'Il·líria.
Pausànias diu que va ser fundada (segons la llegenda) pels abants d'Eubea que es van establir prop dels Monts Ceraunis amb l'ajuda dels locris de Trònion. Probablement es trobava apartada de la costa, vora el riu Aoos (avui Viosa), tocant a un afluent anomenat Poliantes.
Escílax de Carianda situa la ciutat a 320 estadis d'Apol·lònia, i la Taula de Peutinger diu que fins a Apol·lònia hi havia 30 milles romanes.
Claudi Ptolemeu parla d'una Amància situada a la costa, i d'una altra ciutat del mateix nom a l'interior, d'on s'ha pensat que el port de la ciutat tenia el mateix nom. Juli Cèsar parla d'Amància i diu que estava situada a la costa. Amància era un lloc d'una certa importància durant les guerres civils entre Cèsar i Pompeu. Durant l'Imperi Romà d'Orient encara era una ciutat important.
És propera a la moderna Nimtza.